# Jugador franquicia

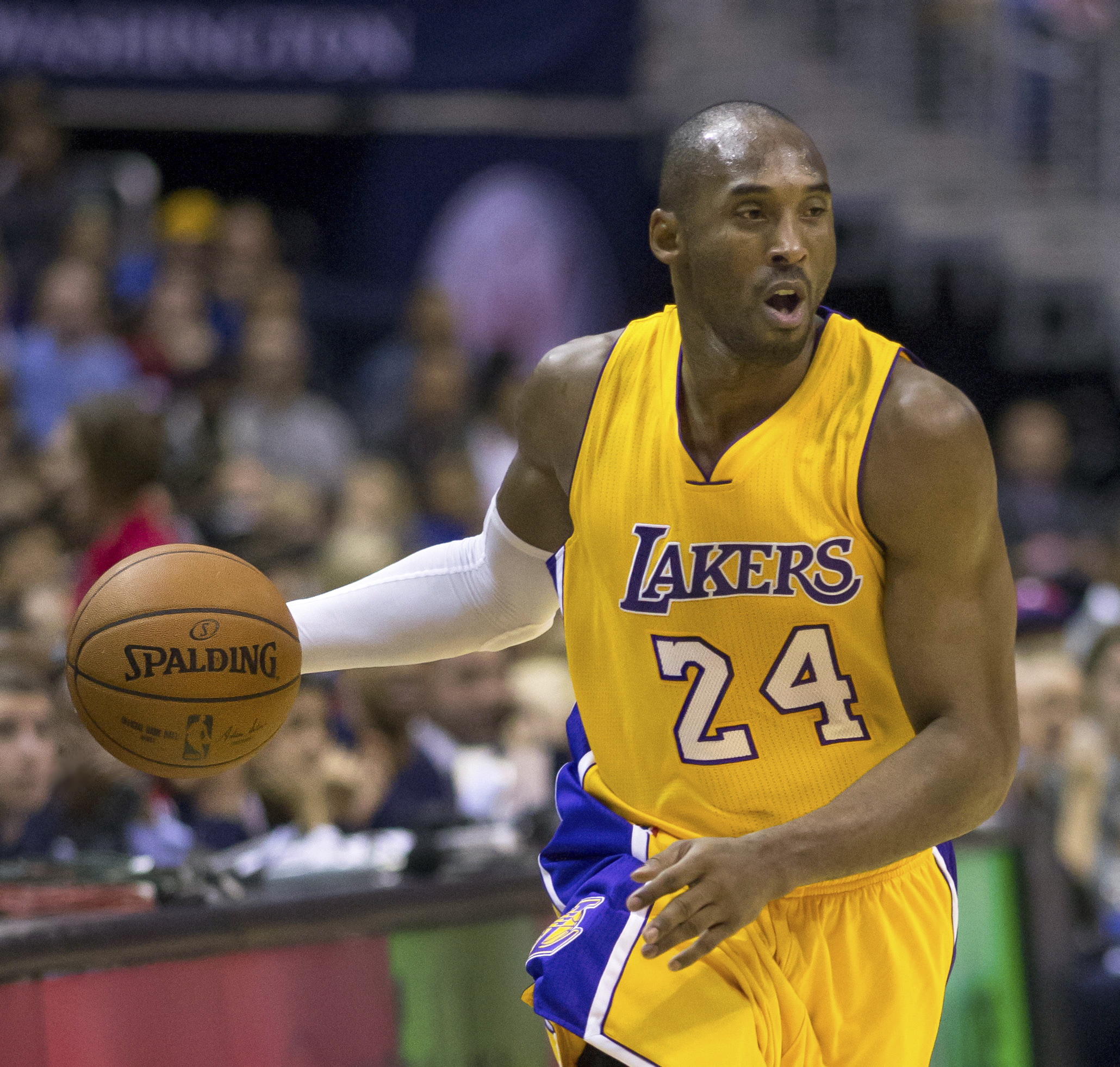
El fallecido baloncestista Kobe Bryant, jugando para Los Angeles Lakers. Bryant desarrolló toda su carrera deportiva en la NBA en la franquicia angelina.

El término jugador franquicia designa en el deporte profesional, principalmente el norteamericano, a un jugador que es el emblema de su equipo (franquicia).
Los jugadores franquicia tienen por lo general las siguientes características:
- Poseen contratos plurianuales garantizándoles uno de los mejores salarios de la liga o al menos en su puesto. Su contrato puede contener restricciones relativas a un traspaso.
- El equipo se construye en torno a ellos, de tal forma que los fichajes complementen al jugador líder.
- Son la referencia para los medios de comunicación, los jugadores más consultados y los más expuestos.

En la NBA, Magic Johnson, Larry Bird, David Robinson o Dirk Nowitzki han jugado toda su carrera en la misma franquicia y se les identifica totalmente con Los Angeles Lakers, Boston Celtics, San Antonio Spurs y Dallas Mavericks, respectivamente.
Entre los escasos jugadores de elevado perfil en a haber jugado para varias franquicias, se puede citar a Shaquille O'Neal y a Kareem Abdul-Jabbar. En 2010, la salida los Cleveland Cavaliers de LeBron James, uno de los mejores jugadores de la liga, fue interpretada como una traición por todo Cleveland y considerada indigna por antiguas estrellas de la NBA.
En la National Football League, el estatus de jugador franquicia se define sobre todo por criterios salariales y permite a una franquicia restringir los derechos de traspaso de ese jugador. En la NBA, este estatus es informal y dado por la prensa, sin valor contractual.